# 切布尼察
切布尼察（Trzebnica）是位於波蘭西南部下西里西亞省的城市。距省府弗羅茨瓦夫有20公里。2010年，有人口12,460人。城市始建于12世紀。二戰之後由德國改屬波蘭。

## 外部連結
- Jewish Community in Trzebnica （页面存档备份，存于） on Virtual Shtetl

51°18′18″N 17°03′41″E / 51.30500°N 17.06139°E